# Iwan Solotarenko

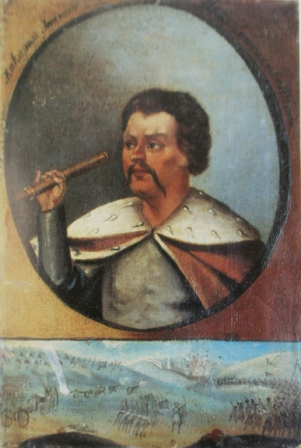
Iwan Solotarenko

Iwan Solotarenko (ukrainisch Іван Золотаренко; † 15. November 1655 in Bychau) war ein Kosakenführer.

## Biografie
1652 war er Oberst des Regiments von Korsun. Von 1652 bis 1655 diente er als Oberst des Regiments von Nischyn und war kommissarischer Hetman Seweriens. Auf seine Kosten wurde in Korsun die Kirche der Geburt Christi gebaut.
Im Mai 1654 marschierten russische Armeegruppen im Großfürstentum Litauen ein um ihm das belarussische Gebiet zu entreißen. Die größte Streitmacht, die 41.000 Mann starke Heeresgruppe, die von Moskau gegen Dorogobusch und Smolensk marschierte, stand unter dem persönlichen Kommando von Zar Alexei Michailowitsch. Hetman Bohdan Chmelnyzkyj hatte auch ukrainische Truppen für den Feldzug in Litauen zugesagt. Iwan Solotarenko sollte 20.000 berittene und zu Fuß kämpfende Kosaken nach Norden über Starodub nach Litauen bringen, um Gebiete entlang der Linie Homel–Slauharad–Bychau zu besetzen, die südliche Heeresgruppe zu unterstützen und das Hetmanat vor litauischen Gegenangriffen zu schützen.
Es kam zu Reibereien zwischen Solotarenko und den Moskauer Kommandeuren, als ihre strategischen Ziele auseinanderzugehen begannen. Solotarenkos 20.000 Kosaken konnten bis 1655 erfolgreich südbelarussische Siedlungen einnehmen, doch ab Juli wurden die Generäle des Zaren immer frustrierter, weil er nicht bereit war, Operationen zu koordinieren, um sie beispielsweise in Smolensk sofort zu verstärken und weil er die Stadtbehörden von Belarus aufforderte, dem Hetman und nicht dem Zaren Treue zu schwören und dort eine Kosakenverwaltung gründete. „Ich kann hier nicht an der Seite von Solotarenko dienen, ich fürchte ihn mehr als die Polen“, beschwerte sich der Offizier M. P. Wojejkow in Moskau.
Er geriet er in direkten Konflikt mit Moskau, das es auf das von ihm kontrollierte Gebiet abgesehen hatte, und wurde während der Belagerung Bychaus getötet.

## Nachwirkungen
Am 23. November 2018 wurde eine Gedenktafel für Solotarenko an der Heldenmauer in Nischyn angebracht. In Korsun-Schewtschenkiwskyj wurde im Juni 2023 eine Straße nach ihm benannt.